# Bảo tàng Tổng giáo phận Warszawa
Bảo tàng Tổng giáo phận Warsaw (tiếng Ba Lan: Muzeum Archidiecezji Warszawskiej) là một bảo tàng tọa lạc tại số 1 Phố Dziekania, Warsaw, Ba Lan.

## Lịch sử
Bảo tàng Tổng giáo phận Warsaw được thành lập vào năm 1938. Trụ sở đầu tiên của Bảo tàng nằm trong ba ngôi nhà chung cư ở Phố Kanonia. Các bộ sưu tập của Bảo tàng đã bị phá hủy trong cuộc Khởi nghĩa Warsaw.
Bảo tàng Tổng giáo phận Warsaw tái hoạt động vào năm 1978 theo khởi xướng của Cha Linh trưởng Stefan Wyszyński. Từ năm 1980, trụ sở của Bảo tàng là tòa nhà nơi trước đây từng là một tu viện tại Nhà thờ Chúa Ba Ngôi.
Trong thời kỳ thiết quân luật ở Ba Lan, Bảo tàng Tổng giáo phận Warsaw là nơi diễn ra các cuộc hội họp và sự kiện ủng hộ quyền tự do ngôn luận.
Từ năm 2014, các bộ sưu tập của Bảo tàng được chuyển đến Tu viện Nhà thờ St. John, Warsaw. Tháng 1 năm 2016, Bảo tàng Tổng giáo phận Warsaw chính thức mở cửa đón công chúng ở trụ sở mới.

## Triển lãm

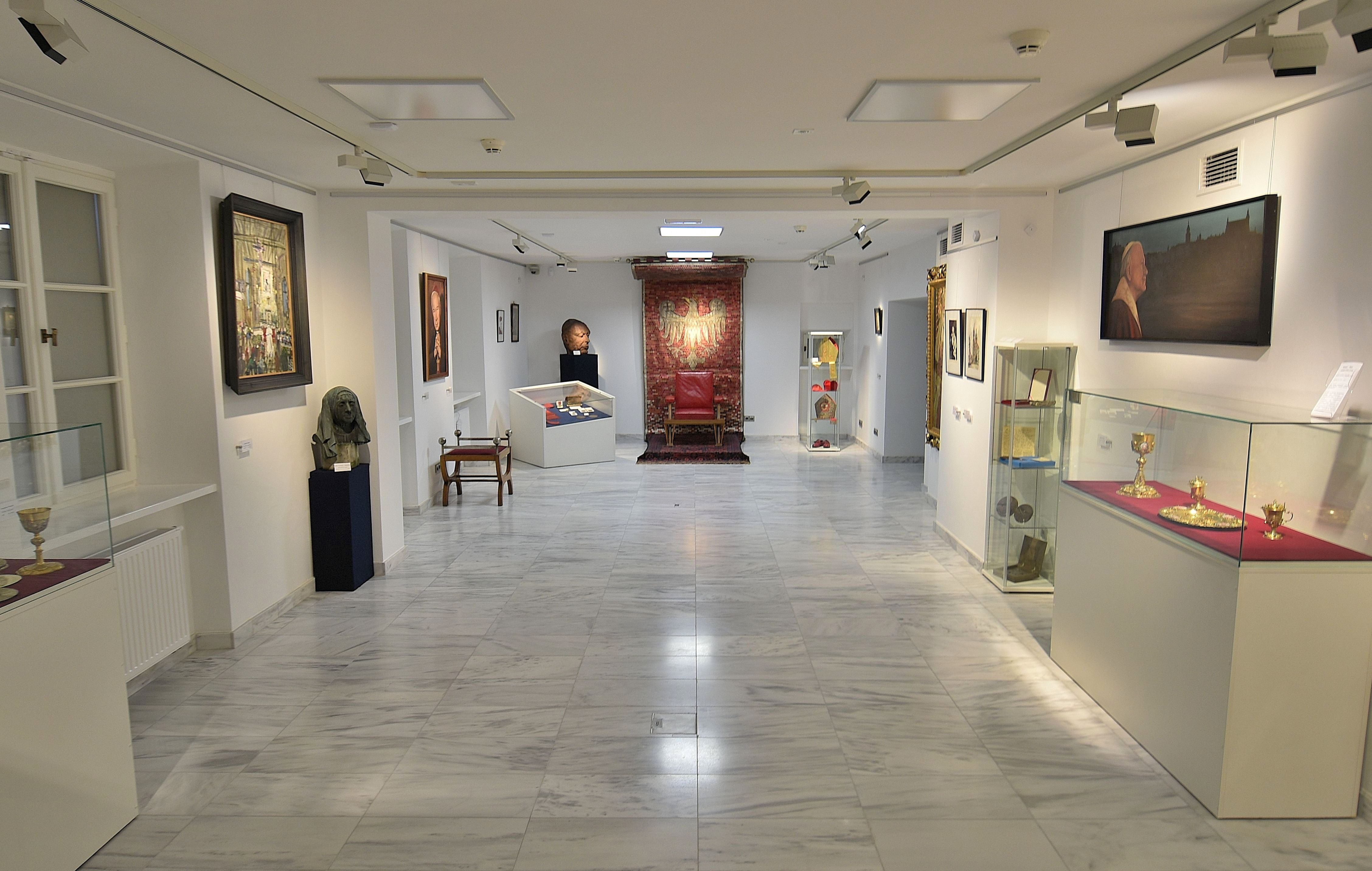
Triển lãm trong Bảo tàng

Bảo tàng Tổng giáo phận Warsaw trưng bày các bộ sưu tập nghệ thuật thiêng liêng, nghệ thuật cổ và nghệ thuật đương đại của Ba Lan. Bộ sưu tập của Bảo tàng hiện đang bao gồm hơn 20.000 hiện vật và kỷ vật, chủ yếu là tranh vẽ, đồ họa, tác phẩm điêu khắc, và các vật khác. Toàn bộ bộ sưu tập của Bảo tàng đến từ quà tặng và ký gửi.